# KFUM-Kameratene Oslo
Maillots
Le KFUM-Kameratene Oslo, est un club norvégien de football fondé en 1939 et basé dans la ville de Oslo en Norvège.

## Histoire
Le KFUM-Kameratene Oslo accède pour la première fois à la 1. divisjon (D2) en 2016 après avoir remporté le championnat de troisième division lors de la saison 2015. Le club est toutefois relégué après une saison en terminant à l'avant-dernière place du classement.
Le KFUM Oslo retrouve la deuxième division du football norvégien lors de la saison 2019, après avoir validé son accession lors de la saison 2018 après des matchs de barrage.
Lors de la saison 2023 de deuxième division norvégienne, le KFUM Oslo obtient pour la première fois de son histoire une promotion vers la première division norvégienne en terminant à la deuxième place au classement,.

## Palmarès
| Compétitions nationales                              |
| ---------------------------------------------------- |
| - Championnat de Norvège D3 (1) : - Champion : 2015. |

## Personnalités du club
| N° | Nat.                  | Poste | Nom du joueur         |
| -- | --------------------- | ----- | --------------------- |
| 1  | Drapeau de la Norvège | G     | Emil Ødegaard         |
| 2  | Drapeau de la Norvège | D     | Haitam Aleesami       |
| 3  | Drapeau de la Norvège | D     | Ayoub Aleesami        |
| 4  | Drapeau de la Norvège | D     | Momodou Lion Njie     |
| 5  | Drapeau de la Norvège | D     | Akinsola Akinyemi     |
| 6  | Drapeau de la Norvège | M     | Remi-André Svindland  |
| 7  | Drapeau de la Norvège | M     | Robin Rasch           |
| 8  | Drapeau de la Norvège | M     | Simen Hestnes         |
| 9  | Drapeau de la Norvège | A     | Johannes Nuñez        |
| 10 | Drapeau de la Norvège | A     | Moussa Njie           |
| 11 | Drapeau de la Norvège | A     | Obilor Okeke          |
| 13 | Drapeau de la Norvège | G     | William Da Rocha      |
| 14 | Drapeau de la Norvège | M     | Håkon Hoseth          |
| 15 | Drapeau de la Norvège | D     | Mathias Tønnessen     |
| 16 | Drapeau de la Norvège | D     | Jonas Hjorth          |
| 17 | Drapeau de la Norvège | M     | Teodor Berg Haltvik   |
| 19 | Drapeau de la Norvège | A     | Niclas Schjøth Semmen |

| No. | Nat.                   | Position | Nom du joueur                            |
| --- | ---------------------- | -------- | ---------------------------------------- |
| 22  | Drapeau de la Norvège  | A        | Petter Nosa Dahl (en prêt de Bodø/Glimt) |
| 23  | Drapeau de la Norvège  | D        | Mohammed Hopsdal Abbas                   |
| 25  | Drapeau de la Norvège  | M        | Sverre Sandal                            |
| 26  | Drapeau de la Norvège  | D        | Joachim Prent-Eckbo                      |
| 27  | Drapeau de la Norvège  | A        | Andreas Gundersen                        |
| 28  | Drapeau du Sénégal     | A        | Mane Mor Ndiaye                          |
| 29  | Drapeau de la Norvège  | D        | Kristoffer Lassen Harrison               |
| 30  | Drapeau de la Norvège  | M        | Adnan Hadzic                             |
| 31  | Drapeau de la Norvège  | G        | Henri Sørlie                             |
| 33  | Drapeau de la Norvège  | D        | Amin Nouri                               |
| 35  | Drapeau de la Norvège  | G        | Idar Lysgård                             |
| 42  | Drapeau de la Norvège  | D        | David Hickson                            |
| 43  | Drapeau des États-Unis | M        | Adam Saldana                             |
|     | Drapeau de la Norvège  | D        | Magnus Mehl                              |
|     | Drapeau de la Norvège  | A        | Martin Gavey                             |
|     | Drapeau de la Norvège  | M        | Sander Barbosa                           |